# Agelescape livida
Agelescape livida är en spindelart som först beskrevs av Simon 1875.  Agelescape livida ingår i släktet Agelescape och familjen trattspindlar. Inga underarter finns listade i Catalogue of Life.